# Stephanie Bennett
Stephanie Dian Bennett (Vancouver, 12 giugno 1989) è un'attrice canadese.

## Filmografia

### Cinema
- ESP² - Fenomeni paranormali (Grave Encounters 2), regia di John Poliquin (2012)
- Leprechaun: Origins, regia di Zach Lipovsky (2014)
- Big Eyes, regia di Tim Burton (2014)
- Scorched Earth - Cacciatrice di taglie (Scorched Earth), regia di Peter Howitt (2018)

### Televisione
- Hiccups – serie TV, episodio 2x07 (2011)
- Supernatural – serie TV, episodio 8x22 (2013)
- King & Maxwell – serie TV, episodio 1x06 (2013)
- Il mistero delle lettere perdute (Signed, Sealed, Delivered) - serie TV, episodio 1x08 (2014)
- The Nine Lives of Christmas, regia di Mark Jean – film TV (2014)
- Truth & Lies, regia di George Erschbamer – film TV (2015)
- iZombie – serie TV, episodio 1x01 (2015)
- Unreal (UnREAL) – serie TV, 5 episodi (2015)
- Descendants, regia di Kenny Ortega – film TV (2015)
- Messaggio per uccidere (Truth & Lies), regia di George Ercshbamer - film TV (2015)
- The Unauthorized Full House Story, regia di Brian K. Roberts – film TV (2015)
- Stolen Dreams, regia di Jason Bourque – film TV (2015)
- The Romeo Section – serie TV, 10 episodi (2015)
- Shadowhunters – serie TV, 10 episodi (2016-2017)
- Motive – serie TV, episodio 4x05 (2016)
- I misteri di Aurora Teagarden – serie TV, episodio 4x01 (2017)
- 21 Thunder – serie TV, 8 episodi (2017)
- Una seconda possibilità (Same Time Next Week) regia di Monika Mitchell – film TV (2017)
- The Christmas Pact regia di Marita Grabiak – film TV (2018)
- La damigella perfetta (The Last Bridesmaid), regia di Mark Jean - film TV (2019)
- Un San Valentino molto speciale (Valentine in the Vineyard) regia di Terry Ingram – film TV (2019)
- Un Natale in famiglia (Lonestar Christmas), regia di Lucie Guest – film TV (2020)
- Amore a Crystal Cove (Love, Bubbles & Crystal Cove) regia di Nicole G. Leier – film TV (2021)
- The Nine Kittens of Christmas regia di David Winning – film TV (2021)
- L'incubo di Lisa (Secrets in the Wilderness) regia di Jason Wan Lim – film TV (2021)
- Il sapore dell'amore (Love for Starters) regia di Jason Bourque – film TV (2022)
- Amore in ascolto (Listen Out for Love) regia di David I. Strasser – film TV (2022)
- Un ranch per innamorarsi (Yellowstone Romance) regia di Marita Grabiak – film TV (2022)

## Doppiatrici italiane
Nelle versioni in italiano delle opere in cui ha recitato, Stephanie Bennett è stata doppiata da:
- Federica De Bortoli in Motive, Travelers
- Deborah Ciccorelli in Il sapore dell'amore, Amore in ascolto
- Erica Necci in ESP² - Fenomeni paranormali
- Giorgia Locuratolo in Descendants
- Chiara Oliviero in Messaggio per uccidere
- Valentina Mari in Shadowhunters
- Roberta Maraini in 21 Thunder
- Isabella Benassi in Scorched Earth - Cacciatrice di taglie
- Lavinia Paladino in La damigella perfetta

## Premi e candidature
Leo Award
- 2016 - Miglior attrice in un film per la televisione per Stolen Dreams
- 2016 - Nomination Miglior attrice protagonista in una serie drammatica per The Romeo Section